# قرة بلاغ (شيرنغ)
قرة بلاغ (بالفارسية: قره‌بلاغ) هي قرية تقع في إيران في قسم شیرنغ الریفي. يقدر عدد سكانها بـ 2,446 نسمة .